# Boulages
Boulages ist eine französische Gemeinde mit 227 Einwohnern (Stand: 1. Januar 2022) im Département Aube in der Region Grand Est. Der Ort gehört zum Arrondissement Nogent-sur-Seine und zum Kanton Creney-près-Troyes. Zudem ist die Gemeinde Teil des 2017 gegründeten Gemeindeverbands Seine et Aube. Die Einwohner werden Boulageois genannt.

## Geographie
Boulages liegt etwa 33 Kilometer nordnordwestlich von Troyes am Fluss Aube.
Nachbargemeinden sind Courcemain im Norden, Plancy-l’Abbaye im Osten, Longueville-sur-Aube im Süden, Étrelles-sur-Aube im Südwesten, Vouarces im Westen sowie Saint-Saturnin im Nordwesten.

## Bevölkerungsentwicklung
| Jahr                       | 1962 | 1968 | 1975 | 1982 | 1990 | 1999 | 2006 | 2011 | 2018 |
| Einwohner                  | 259  | 243  | 210  | 225  | 204  | 221  | 230  | 244  | 219  |
| Quellen: Cassini und INSEE |      |      |      |      |      |      |      |      |      |

## Sehenswürdigkeiten
- Kirche Saint-Pierre-et-Saint-Paul aus dem 12. Jahrhundert